# République (Métro Paris)

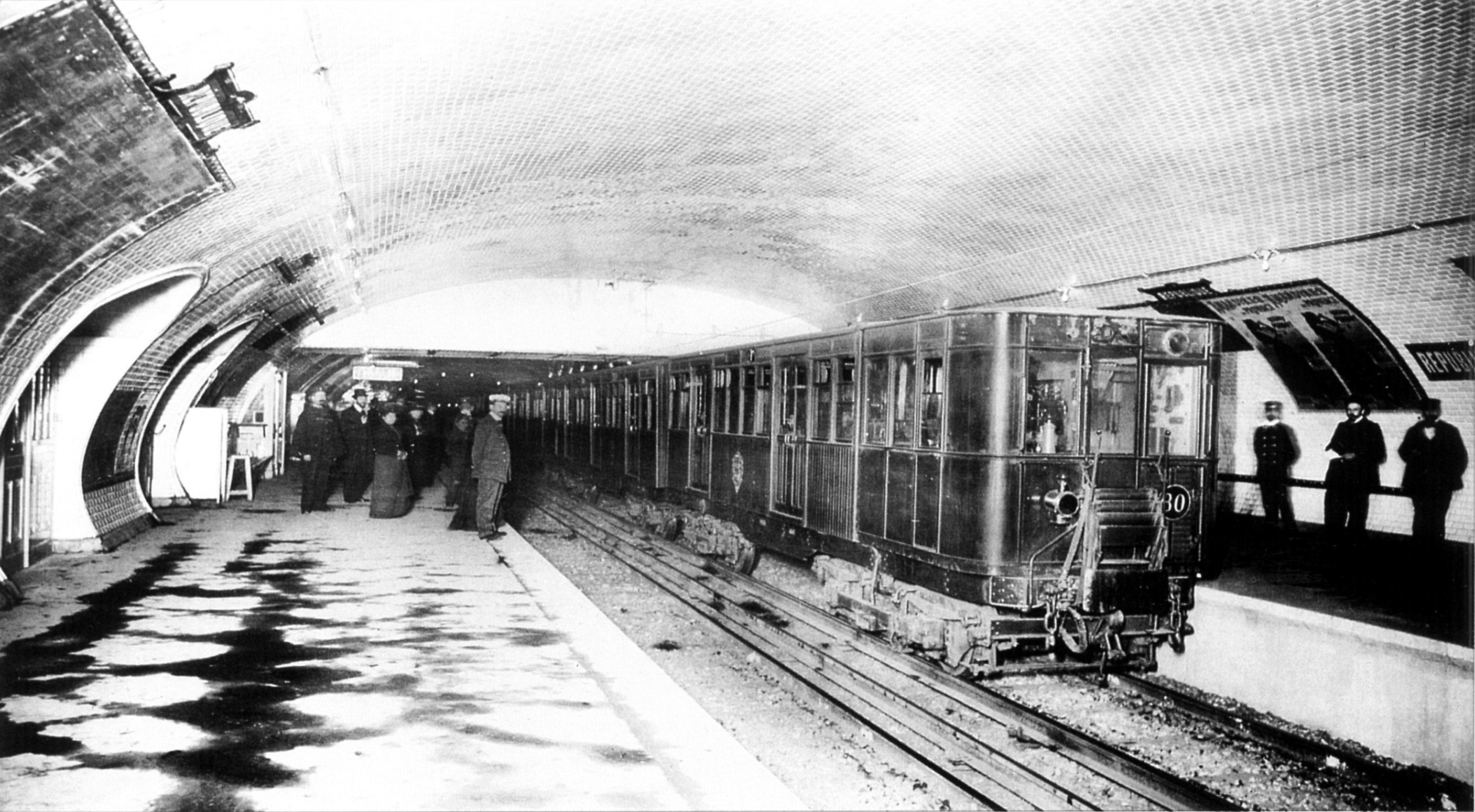
Thomson-Zug der Serie 300 in der Station der Linie 3, 1904

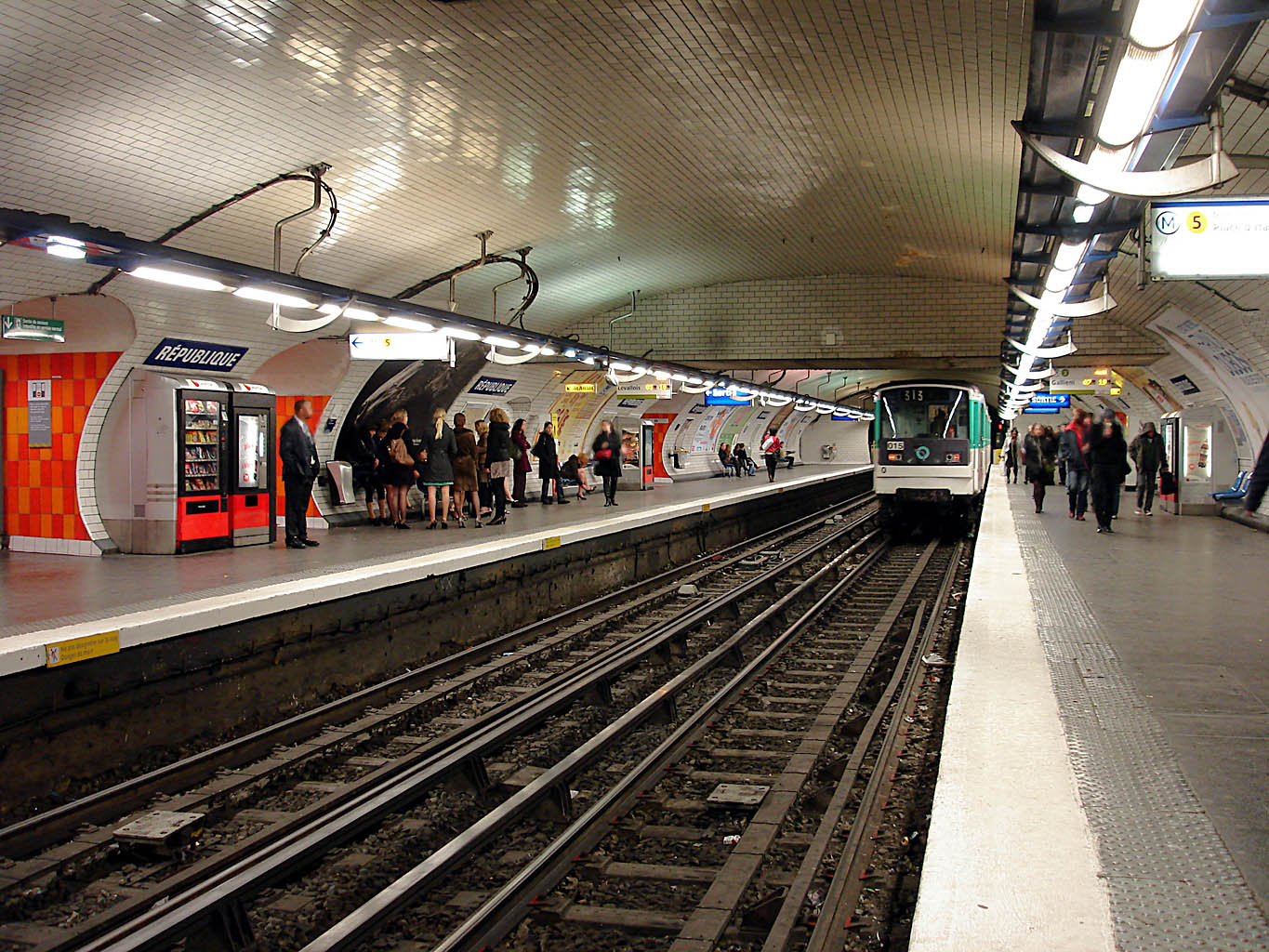
Station der Linie 3 mit Zug der Baureihe MF 67, unter der Decke der querende Fußgängertunnel, 2008

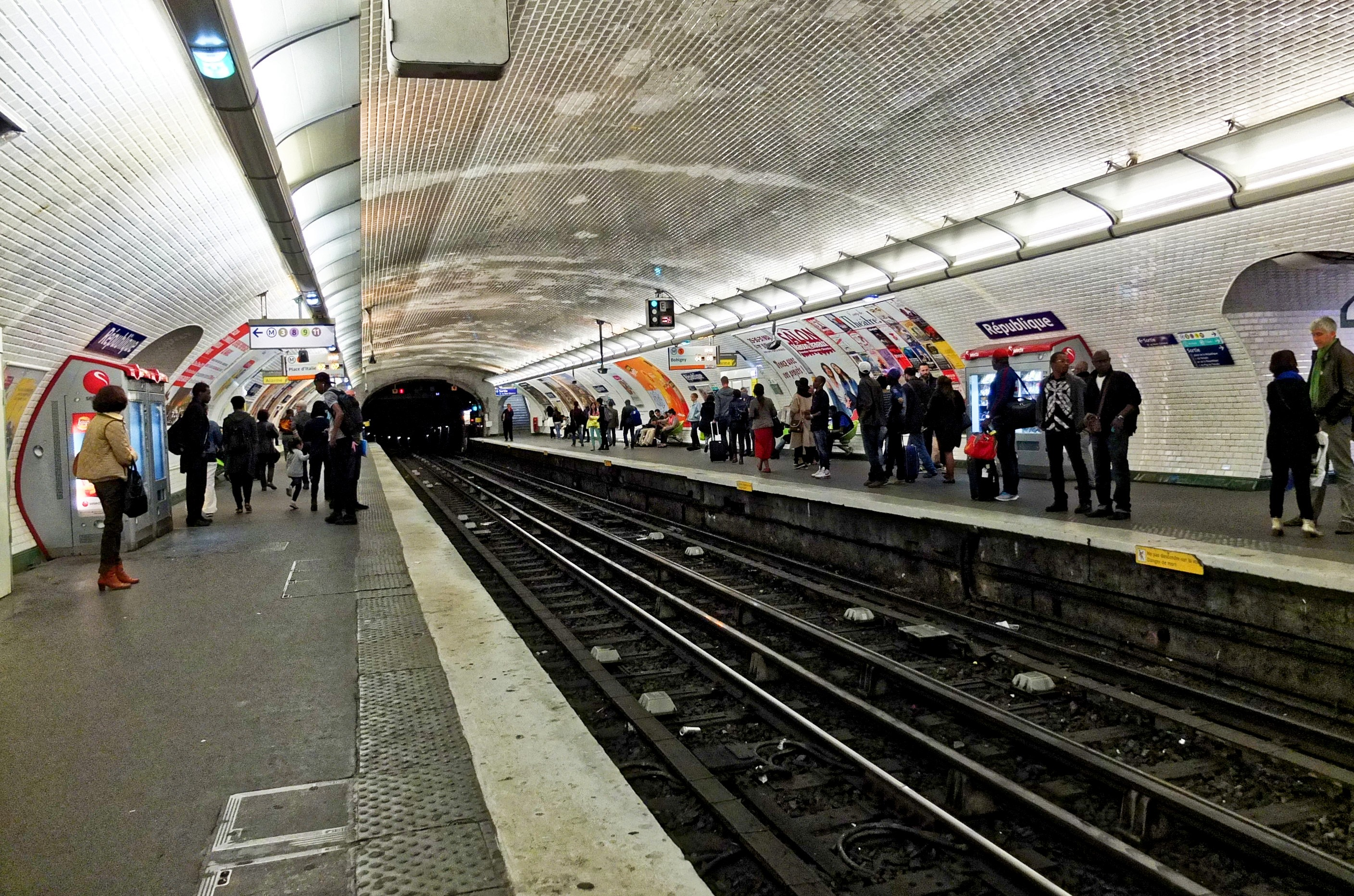
Station der Linie 5

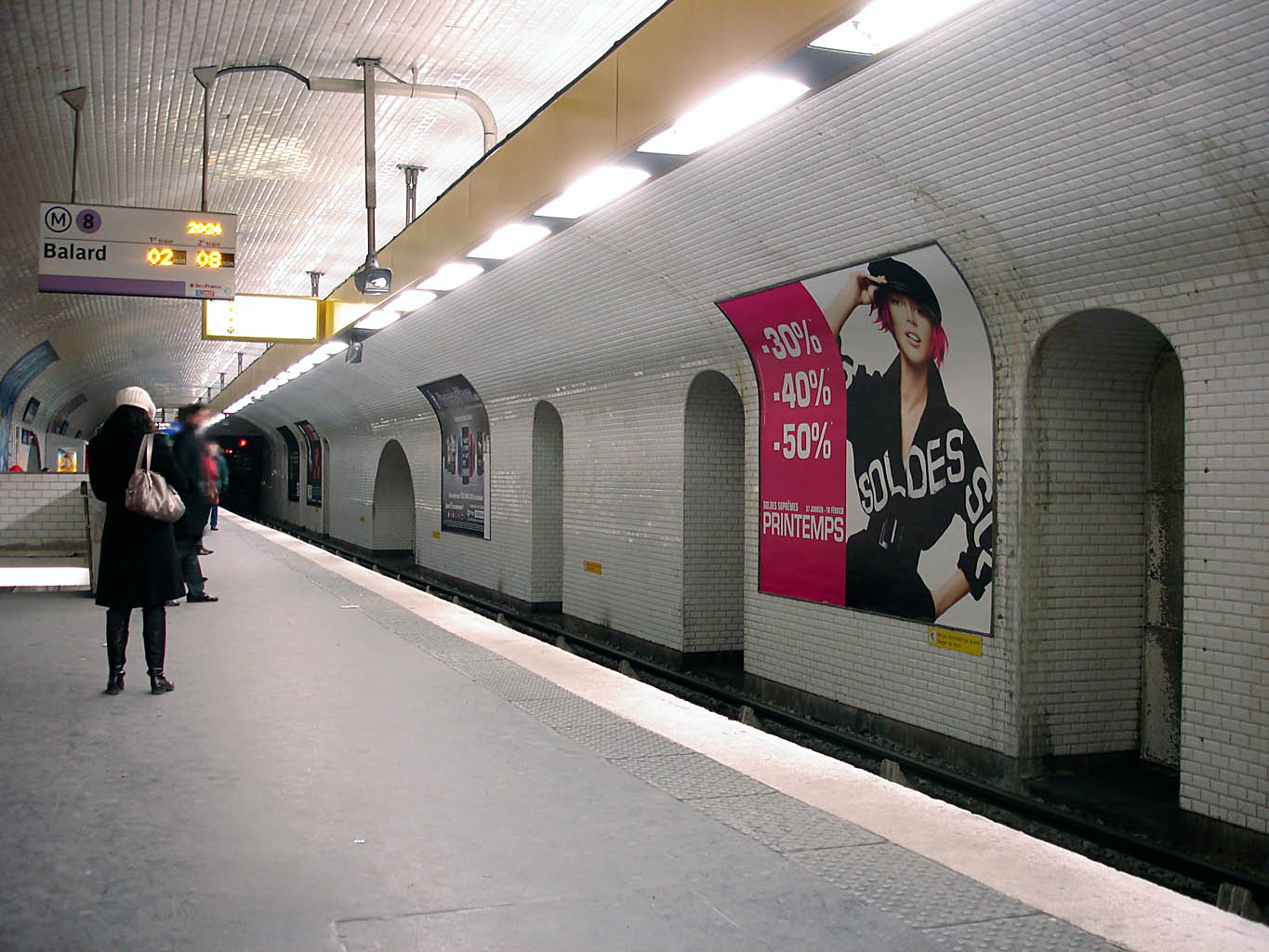
Nordöstlicher Bahnsteig der Linie 8

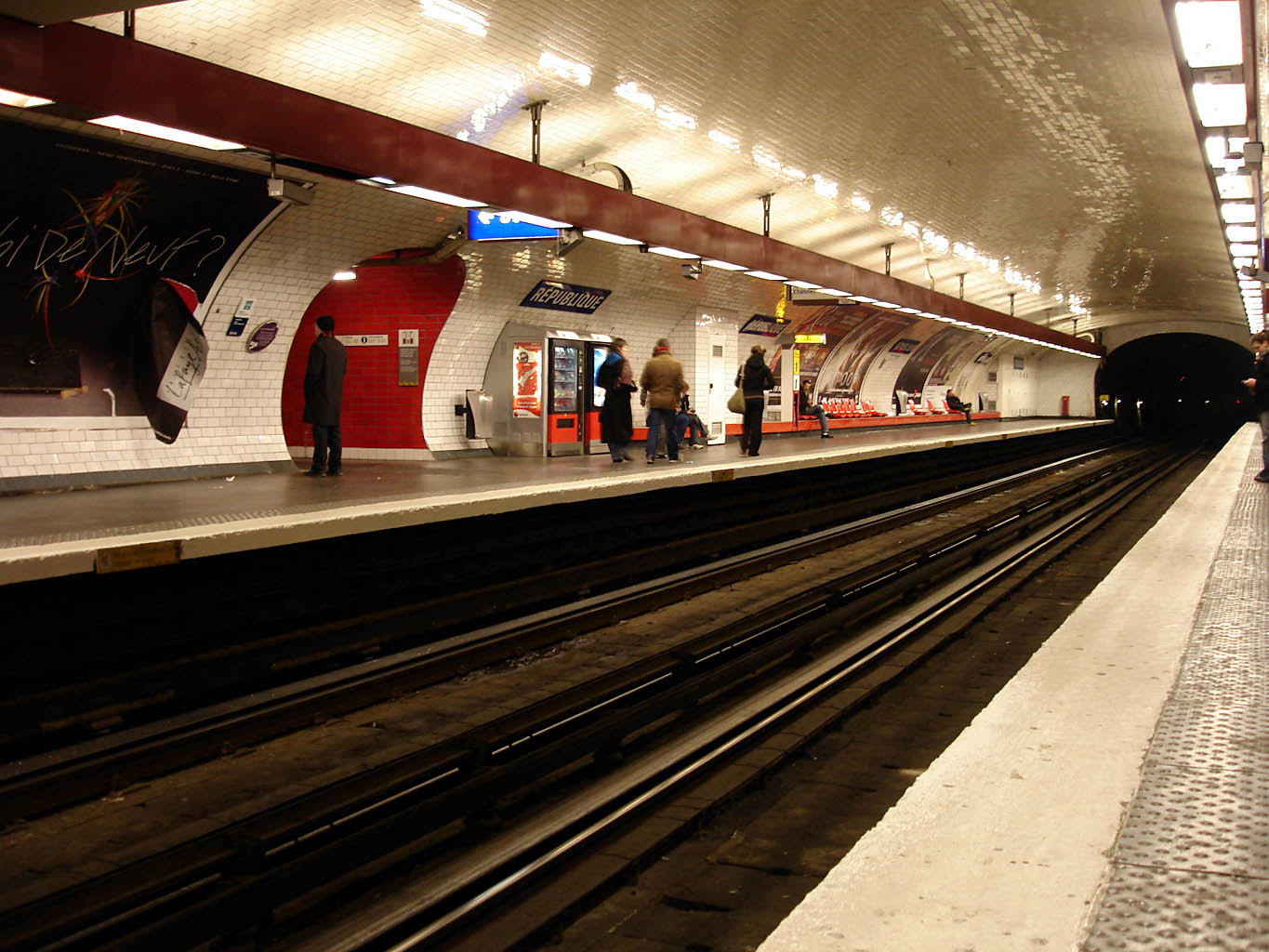
Station der Linie 11 mit Laufbahnen für gummibereifte Züge seitlich der Schienen

République [ʁepyblik] ist ein unterirdischer Umsteigebahnhof der Pariser Métro. Er wird von den Linien 3, 5, 8, 9 und 11 bedient. So viele Métrolinien treffen sich, außer in République, im Pariser Netz nur noch im U-Bahnhof Châtelet. Mit etwa 42.000 Fahrgästen täglich zählte der Bahnhof 2004 zu den zehn am stärksten frequentierten Stationen der Metro.

## Lage
Der U-Bahnhof befindet sich an der Grenze des 3., des 11. und des 12. Arrondissements von Paris. Mit Ausnahme der Station der Linie 11, die östlich längs unter der angrenzenden Rue du Faubourg du Temple liegt, befinden sich alle Stationen unter der ca. 280 × 120 Meter großen Place de la République.

## Name
Der namengebende Platz hieß zunächst Place du Château d’Eau. Nachdem am 14. Juli 1883 in seiner Mitte das Monument à la République eingeweiht worden war, erhielt er 1889 den Namen Place de la République.

## Geschichte
Die Station wurde am 19. Oktober 1904 mit Eröffnung der Linie 3 in Betrieb genommen. Diese verkehrte in den ersten drei Monaten nur zwischen Villiers und Père Lachaise. Am 15. November 1907 ging die Station der Linie 5 in Betrieb. Am 5. Mai 1931 folgte die Station der Linie 8, am 10. Dezember 1933 kam die der Linie 9 hinzu. Die letzte Erweiterung des Bahnhofs war die Eröffnung der Station der Linie 11 am 28. April 1935.
République war 1910 die erste Station der Pariser Métro, bei der ein Personenaufzug eingebaut wurde.

## Beschreibung
Das umfangreiche Bahnhofsbauwerk weist sieben Stationen für fünf Métrolinien auf. Entsprechend komplex sind die unterirdischen Zugangswege und Umsteigeverbindungen. An der Oberfläche existieren neun Eingänge, von denen drei zu einer alle Stationen verbindenden Verteilerebene südlich des Monument à la République führen.
Beim Bau der Linie 3 war der entsprechende Abschnitt der Linie 5 bereits geplant, weshalb sie jene, zudem die später entstandenen Stationen der Linien 8 und 9, unterfährt. Die Strecke überquert, von der Rue du Temple kommend, die der Linie 11 und beschreibt dann unter der Place de la République eine leichte Kurve. Die Station der Linie 3 folgt bereits der Achse der Avenue de la République. Sie ist gerade gebaut und befindet sich schräg zwischen denen der Linien 5, 8 und 9, wobei noch im Bereich der Station, an deren östlichem Ende, die Strecke der Linie 5 in einem Winkel von ca. 30° unterquert wird. In Belgischer Bauweise als stützenloses Gewölbe errichtet, weist sie zwei Seitenbahnsteige an zwei Streckengleisen auf. Ungefähr in der Mitte quert ein Fußgängertunnel, der das Deckengewölbe durchbricht, die Station.
Die Station der Linie 5 ist ähnlich aufgebaut. Sie liegt vor der nordöstlichen Häuserfront der Place de la République und folgt der Achse Boulevard de Magenta – Boulevard Voltaire. Das Bauwerk reicht nicht bis zum Schnittpunkt der Strecke mit der Linie 3. Sein südöstlicher Teil wird von der Linie 11 unterfahren, südlich davon liegt ein einfacher Gleiswechsel. Vor dem Nordkopf mündet ein Betriebsgleis ein, das von der Linie 8 kommt. Ein weiteres Betriebsgleis, das die Verbindung zur Linie 3 herstellt, verläuft, für Fahrgäste nicht sichtbar, hinter dem Bahnsteig in Richtung Bobigny.
Die Anfang der 1930er Jahre dort gebauten Abschnitte der Linien 8 und 9 erhielten mit 105 Meter um 30 Meter längere Bahnsteige. Obwohl die Gleise beider Linien, von den Grands Boulevards kommend, nebeneinander liegen, wurden sie nicht als gemeinsame Richtungsbahnsteige angelegt, die ein schnelles Umsteigen erlaubt hätten. Jedes Gleis hat eine separate Station mit eigenem Bahnsteig. Nordwestlich der Anlage gibt es für beide Richtungen Gleisverbindungen, die Linie 8 hat südwestlich, nach der Überquerung des südlichen Richtungsgleises der Linie 9, unter dem Boulevard du Temple, ein Abstellgleis. Am Südostende des Platzes unterfährt die Linie 9 die Linie 5 und verläuft dann unterhalb des Boulevard Voltaire parallel zu jener.
Die Linie 11 kommt von Westen her aus der Rue du Temple und unterquert im Bereich der Place de la République alle anderen Linien. Die Station liegt als einzige nicht unter dem länglichen Platz, den sie fast rechtwinklig unterquert, sondern unter der nach Osten abgehenden Rue du Faubourg du Temple. Sie hat Seitenbahnsteige an zwei Streckengleisen und weist wie die anderen Stationen ein gefliestes Deckengewölbe auf. Als einzige Station hat sie nur Ausgänge zur Verteilerebene.

## Fahrzeuge
Die Linien 3, 5, 8 und neun werden mit konventionellem Material betrieben, das auf Schienen läuft. Auf der Linie 11 verkehren gummibereifte Züge, die auf Laufbahnen beiderseits des Gleises rollen und von seitlichen Spurführungsbalken in den Fahrweg gezwungen werden.
- Linie 3: Fünf-Wagen-Züge der Baureihe MF 67
- Linie 5: MF 01 (fünf Wagen, durchgängiger Zug mit Wagenübergängen)
- Linie 8: MF 77, fünf Wagen
- Linie 9: MF 01 (fünf Wagen, durchgängiger Zug mit Wagenübergängen)
- Linie 11: Vier-Wagen-Züge der Baureihen MP 59 und MP 73, seit Juni 2023 in Umstellung auf Fünf-Wagen-Züge der Baureihe MP 14

### Geschichte des Fahrzeugeinsatzes
Die „klassischen“ Sprague-Thomson-Züge waren auf der Linie 3 bis 1967, der Linie 5 bis 1978, der Linie 8 bis 1975, der Linie 9 bis 1983 und der Linie 11, die damals ebenfalls noch mit konventionellen Zügen betrieben wurde, bis 1956 im Einsatz. 
Die Ablösung der Sprague-Thomson-Züge auf der Linie 3 ab 1967, die Züge der Baureihe MF 67, sind dort bis heute im Einsatz.
Auf der Linie 5 fuhren ab 1978 Fahrzeuge der Baureihe MF 67, denen ab 2011 die MF 01-Züge folgten.
Ab 1975 kamen auf der Linie 8 Züge der Baureihe MF 67 zum Einsatz, anschließend ab 1980 die Züge der Baureihe MF 77.
Auf der Linie 9 wurden ab 1983 Fünf-Wagen-Züge der Baureihe MF 67 verwendet, die ab Oktober 2013 nach und nach durch die Baureihe MF 01 ersetzt wurden, bis am 14. Dezember 2016 der letzte MF-67-Zug auf der Linie 9 verkehrte.
Auf der Linie 11 wurden die Sprague-Thomson-Züge nach dem Umbau der Strecke im Jahr 1956 zunächst durch die „Gummi“-Baureihe MP 55 ersetzt, die ab 1999 durch die Baureihe MP 59 abgelöst wurde, seit 2009 ergänzt um einen Zug der Baureihe MP 73. Anfang Juni 2023 begann die schrittweise Umstellung der Linie 11 auf Fünf-Wagen-Züge der Baureihe MP 14.